# Al-Malikiyah (nahija)
Nahija Al-Malikiyah je nahija u okrugu Al-Malikiyah, u sirijskoj pokrajini Al-Hasakah. Po popisu iz 2004. (prije rata), nahija je imala 112.000 stanovnika. Administrativno sjedište je u naselju Al-Malikiyah.